# Third Time Lucky (bài hát)
"Third Time Lucky" là một bài hát của ca sĩ gốc Ba Lan Basia phát hành năm 1994 trong album thứ ba The Sweetest Illusion. Nó được viết và sản xuất bởi Basia Trzetrzelewska và Danny White. Lời bài hát nói về việc rút ra bài học từ các mối quan hệ thất bại và hy vọng đối tác tiếp theo sẽ là người cuối cùng.
"Third Lucky Time" là đĩa đơn cuối cùng trong The Sweetest Illusion và được phối lại bởi Johnny Vicy. Đĩa đơn là một thành công nhỏ trên Bảng xếp hạng đĩa đơn của Anh và đạt được vị trí thứ 9 trên bảng xếp hạng radio Tokio Hot 100 trên đài J-Wave của Nhật Bản.  Nó nhận được một đánh giá tích cực từ tạp chí Âm nhạc &amp; Truyền thông.

## Video âm nhạc

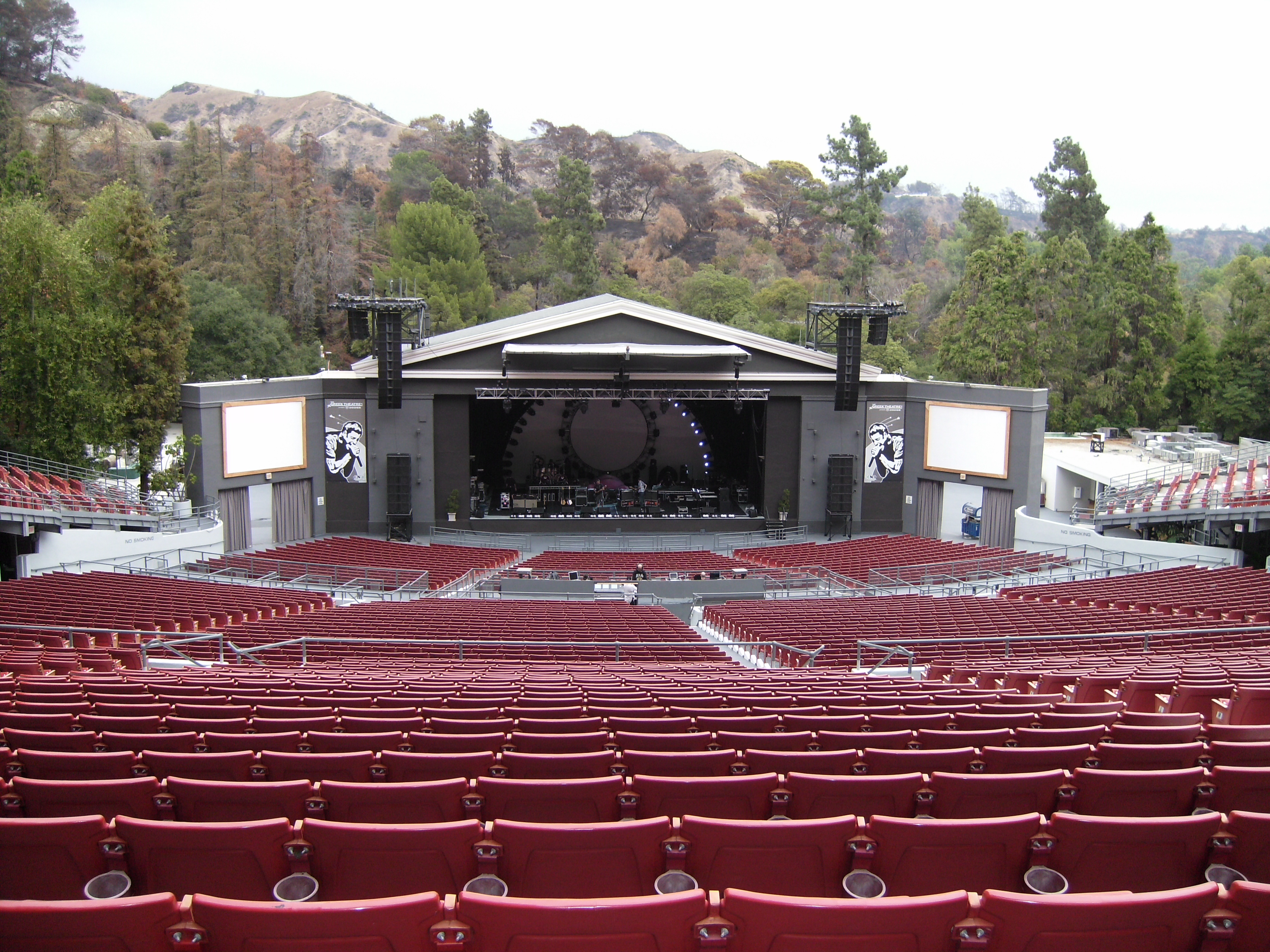
Nhà hát Hy Lạp, Los Angeles, nơi quay video âm nhạc

Video âm nhạc cho bài hát được đạo diễn bởi Nick Morris. Nó được quay ở Los Angeles trong các buổi tập và buổi biểu diễn tại Nhà hát Hy Lạp vào tháng 7 năm 1994. Đoạn clip cũng bao gồm các cảnh quay về đường phố p83 Los Angeles. Vào năm 2009, video đã được phát hành trên một đĩa DVD thưởng trong phiên bản đặc biệt của album của Basia, That That Girl Again.

## Danh sách bài hát
- Đĩa đơn CD

1. "Third Lucky Time" (Chỉnh sửa radio) - 3:56
2. "Third Lucky Time" (Instrumental) - 4:11
3. " Drunk on Love " (Bản phối nhảy mở rộng) - 7:50

- Đĩa đơn CD

1. "Third Lucky Time" (Chỉnh sửa radio) - 3:55
2. "Drunk on Love" (Bản hòa âm mở rộng) - 7:45
3. "Until You Come Back to Me" - 3:54
4. "Third Lucky Time" (Instrumental) - 4:07

- 12 "đơn

A. "Third Lucky Time" (Vokal Mix) - 9:45
B1. "Drunk on Love" (Bản phối hợp Ultimate của Rogers) - 8:51
B1. "Drunk on Love" (Hands in the Air Dub) - 5:56
- Đĩa đơn

A. "Third Lucky Time" (Chỉnh sửa radio) - 3:55
B. "Third Lucky Time" (Instrumental) - 4:07

## Thứ hạng
| BXH (1994)                          | Vị trí |
| ----------------------------------- | ------ |
| Bảng xếp hạng đĩa đơn của Anh (OCC) | 77     |